# 杜修力
杜修力（1962年12月—），男，汉族，四川广安人，中国建筑工程专家，北京工业大学副校长、教授级高级工程师、博士生导师，中国工程院院士。